# Ансар аль-Ислам
Ансар аль-Ислам (араб. أنصار الإسلام‎) — вооружённая исламистская террористическая организация, действовала преимущественно в Южном Курдистане и «суннитском треугольнике». Лидер — Фараж Ахмад Нажмуддин. Организация — союзник Исламского государства и, по сведениям европейских спецслужб, имела ячейки во многих странах Европейского союза. Также действовала на территории Сирии.

## История
В 2001 году «Ансар аль-Ислам» контролировала около 10 деревень с населением 4000 человек в районе города Халабджа близ иранской границы; отряды боевиков насчитывали 600—700 человек, при 4 установках «Град» и четырёх 106-мм пушках.
В феврале 2001 года диверсанты «Ансар аль-Ислам» организовали крупный теракт, убив видного руководителя Демократической партии Курдистана Франсо Харири. 23 сентября 2001 года отряд «Ансар аль-Ислам» вошёл в деревню Хама, захватил 25 бойцов пешмерга и казнил их. Против боевиков немедленно были брошены 12 тысяч пешмерга Джаляля Талабани.
В 2003 году американская авиация наносила множественные авиаудары по горным лагерям и позициям «Ансар аль-Ислам», так как первоначально США рассматривали её основным будущим источником угрозы в постсаддамовском Ираке.
Начиная с 2004 года движение распространило активность на все северные и центральные районы Ирака под новым именем «Ансар ас-Сунна». К 2007 году «Ансар ас-Сунна» стала второй по величине и влиятельности вооружённой антиправительственной организацией после «Аль-Каиды в Ираке». В 2008 году руководство организации приняло решение вернуть название «Ансар аль-Ислам».
В августе 2014 года лидеры «Ансар аль-Ислам» заявляют о своей лояльности ИГ, после чего 90 % состава «Ансар аль-Ислам» влилось в ИГ. Тем не менее, сирийское отделение «Ансар аль-Ислам» отвергло это решение и продолжило противостоять ИГ. Таким образом, после 2014 года под именем «Ансар аль-Ислам» существует лишь сирийское отделение расколовшейся группировки.